# Lista över Gästriklands runinskrifter
Följande är en lista över Gästriklands runinskrifter:
| Namn          | Typ                   | Tillkomsttid            | Plats                                                                               | Socken       | Kommun    | Läge                 | RAÄ-nummer | Bild |
| ------------- | --------------------- | ----------------------- | ----------------------------------------------------------------------------------- | ------------ | --------- | -------------------- | ---------- | ---- |
| Gs 1          | Runsten               | 1000-talets andra hälft | Österfärnebo kyrka                                                                  | Österfärnebo | Sandviken | 60.302128, 16.794431 | 2:1        |      |
| Gs 2          | Runstensfragment      |                         | Österfärnebo kyrka                                                                  | Österfärnebo | Sandviken | 60.302128, 16.794431 | 2:2        |      |
| Gs 3          | Runsten               |                         | Kungsgården                                                                         | Österfärnebo | Sandviken | 60.304361, 16.792397 | 43:1       |      |
| Gs 4          | Runsten (försvunnen)  |                         | Hedesunda kyrka                                                                     | Hedesunda    | Gävle     | 60.379, 17.019       | -          |      |
| Gs 5          | Runsten               |                         | Hedesunda kyrka, nu i Länsmuseet Gävleborg                                          | Hedesunda    | Gävle     | 60.379078, 17.018522 | 94:1       |      |
| Gs 6          | Runsten               |                         | Hade (Hadeholm)                                                                     | Hedesunda    | Gävle     | 60.290344, 17.041325 | 212:1      |      |
| Gs 7          | Runsten               |                         | Torsåkers kyrka                                                                     | Torsåker     | Hofors    | 60.509047, 16.46995  | 52:1       |      |
| Gs 8          | Runstensfragment      |                         | V. Hästbo, nu i Torsåkers kyrka                                                     | Torsåker     | Hofors    | 60.50905, 16.469983  | 52:2       |      |
| Gs 9          | Runsten               |                         | Årsunda kyrka                                                                       | Årsunda      | Sandviken | 60.522228, 16.740281 | 12:1       |      |
| Gs 10         | Runsten (försvunnen)  |                         | Alborga by                                                                          | Valbo        | Gävle     | 60.651894, 17.066778 | 341:3      |      |
| Gs 11         | Runsten               |                         | Järvsta                                                                             | Gävle        | Gävle     | 60.649783, 17.183931 | 345:1      |      |
| Gs 12         | Runsten               |                         | Lund, nu vid Valbo kyrka                                                            | Valbo        | Gävle     | 60.664553, 17.069825 | 26:1       |      |
| Gs 13         | Runsten               |                         | Söderby, nu i Heliga Trefaldighets kyrka, Gävle (en kopia står på ursprungsplatsen) | Valbo        | Gävle     | 60.672711, 17.138025 | 31:1       |      |
| Gs 14         | Runstensfragment      |                         | Ovansjö kyrka                                                                       | Ovansjö      | Sandviken | 60.605942, 16.616017 | 8:1        |      |
| Gs 15         | Runstensfragment      |                         | Ovansjö prästgård, nu i Ovansjö kyrka                                               | Ovansjö      | Sandviken | 60.605942, 16.616017 | 8:2        |      |
| Gs 16         | Runstensfragment      |                         | Ovansjö prästgård                                                                   | Ovansjö      | Sandviken | 60.609061, 16.615536 | 7:1        |      |
| Gs 17         | Runstensfragment      |                         | Åsens by, nu på Västerbergs folkhögskola                                            | Ovansjö      | Sandviken | 60.595808, 16.550264 | 22:1       |      |
| Gs 18         | Fyra runstensfragment |                         | Björke, tre fragment nu i Länsmuseet Gävleborg, ett i Hille hembygdsgård            | Hille        | Gävle     | 60.739758, 17.185114 | 57:2       |      |
| Gs 19         | Runsten (förstörd)    |                         | Ockelbo kyrka, en kopia står nu på platsen                                          | Ockelbo      | Ockelbo   | 60.887433, 16.715025 | 105:1      |      |
| Gs 20         | Runstensfragment      |                         | Ockelbo prästgård                                                                   | Ockelbo      | Ockelbo   | 60.8864, 16.7167     | -          |      |
| Gs 21         | Runstensfragment      |                         | Axmar, Sundmarsnäset, nu i Statens Historiska Museum                                | Hamrånge     | Gävle     | 61.004428, 17.203025 | 145:1      |      |
| Gs 22         | Runstensfragment      |                         | Berg, nu i Statens Historiska Museum                                                | Hamrånge     | Gävle     | 60.926056, 17.025689 | 261:1      |      |
| Gs Fv1993;223 | Runstensfragment      |                         | Näsbacken                                                                           | Ockelbo      | Ockelbo   | 60.902931, 16.712122 | 18:1       |      |